# Bečvář (Mondkrater)
Bečvář ist ein Einschlagkrater auf der Mondrückseite. 

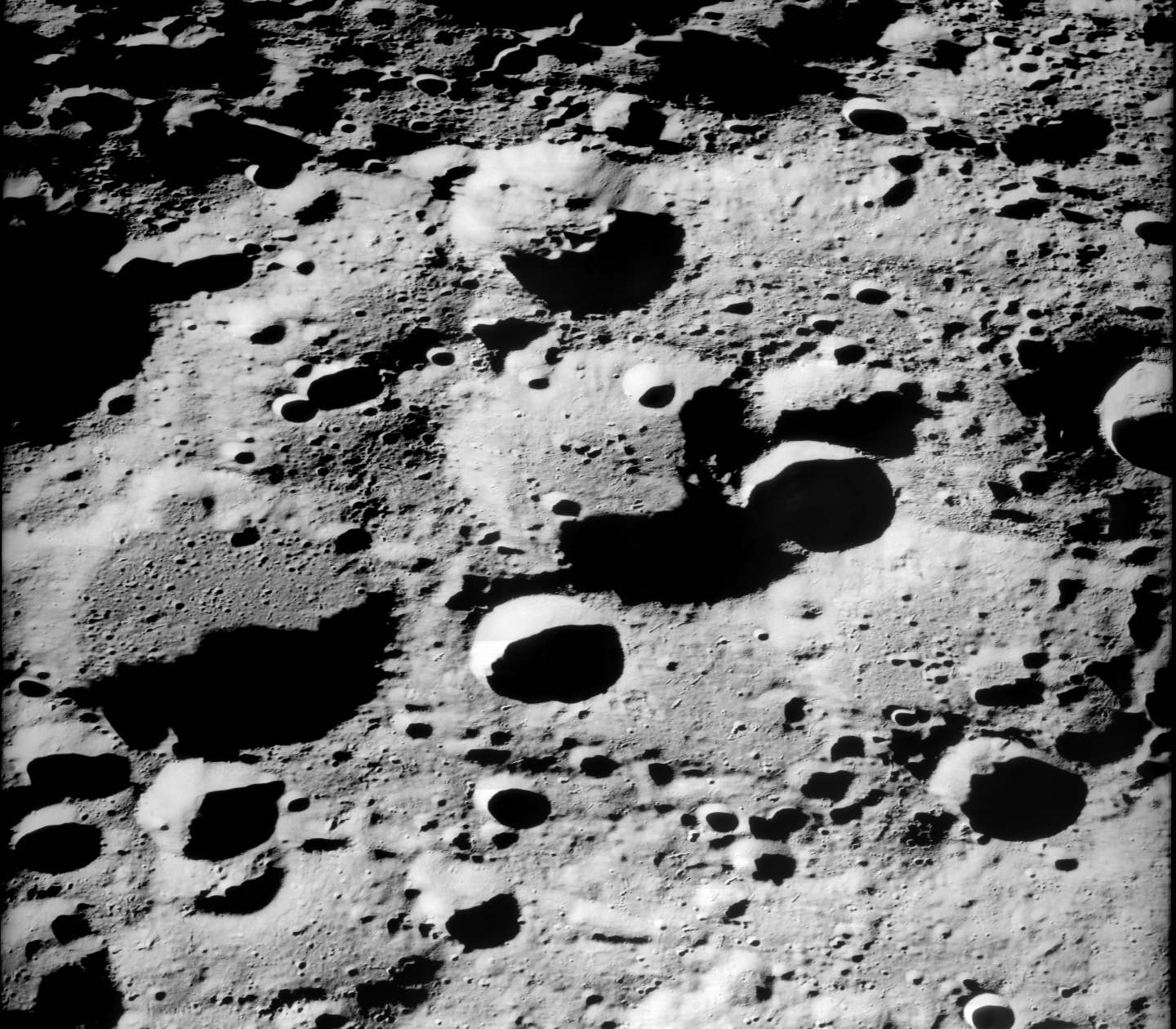
Diese Apollo 16 – Aufnahme zeigt Bečvář im Zentrum eines größeren Kraters.

Der Krater liegt in Äquatornähe, etwa 50 km südlich davon, südwestlich des riesigen Kraters  Mendeleev. Nordöstlich liegen hintereinander Gregory Q und Gregory, im Südosten Prager und Love, im Südwesten befindet sich Necho. 
Bečvář liegt im Zentrum eines zirka 200 km großen, älteren, unbenannten Kraters, der erst durch die Apollo-16-Mission entdeckt worden ist.
Bečvář hat sieben Nebenkrater:
| Buchstabe | Position           | Durchmesser | Link |
| --------- | ------------------ | ----------- | ---- |
| D         | 1,81° S, 127,41° O | 11 km       |      |
| E         | 1,98° S, 127,91° O | 16 km       |      |
| J         | 3,84° S, 126,8° O  | 47 km       |      |
| Q         | 3,15° S, 124,31° O | 27 km       |      |
| S         | 3,3° S, 121,4° O   | 16 km       |      |
| T         | 2,12° S, 122,1° O  | 26 km       |      |
| X         | 1° S, 124,47° O    | 26 km       |      |

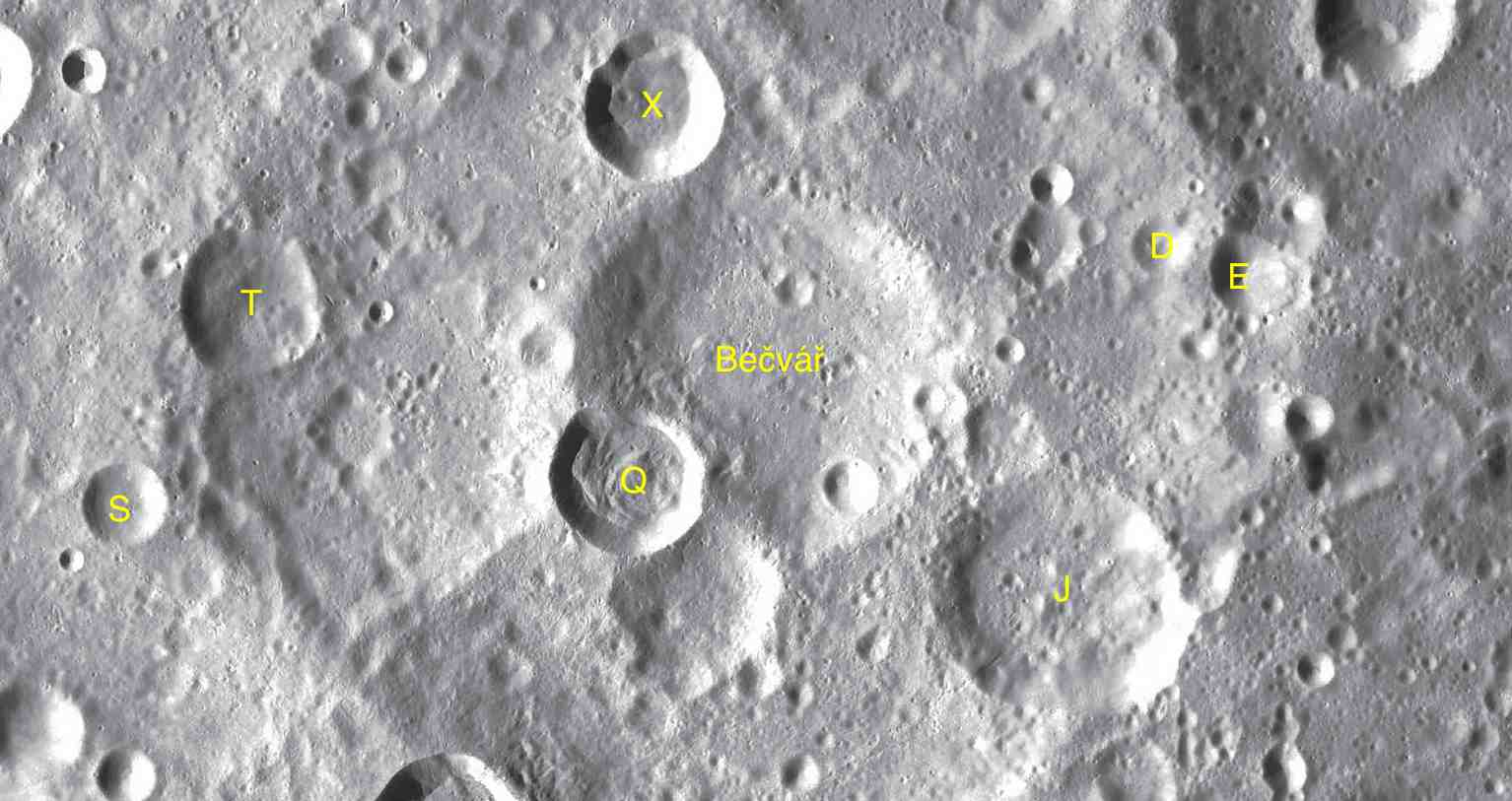
Bečvář mit seinen Nebenkratern

Der Krater wurde 1970 von der IAU offiziell nach dem tschechischen Astronomen Antonín Bečvář benannt.